# El dominó azul
El dominó azul (en català «El dominó blau») és una sarsuela en tres actes, amb música d'Emilio Arrieta i llibret de Francesc Camprodon.
Va ser estrenada el 19 de febrer de 1853 al Teatre del Circo de Madrid. L'acció succeeix al Palau del Buen Retiro el 1664, on succeeixen tota mena d'intrigues palatines a la cort de Felip IV de Castella. A l'època va despertar interès per la manera de conduir l'obra, a base d'embolics per després preparar el desenllaç. En postes en escena posteriors a l'original, s'ha incorporat un narrador: un sastre anomenat Valdivieso.
L'obra també ha estat representada en format concert.
El nombre de personatges és set, cinc homes i dues dones:
| Personatge                              | Interprèt            |
| --------------------------------------- | -------------------- |
| Marquesa de San Marín, dama de la reina | Luisa Santamaría     |
| Leonor de Haro, camarista de la reina   | Ángela Moreno        |
| Felip IV de Castella                    | Francisco Calvet     |
| Marquès de San Marín, montero major     | Francisco Salas      |
| Herman, patge del rei                   | José González        |
| Vescomte del Jalón                      | Francisco Caltañazor |
| Uxier                                   | Francisco Caltañazor |